# Brasilianisches Bergland

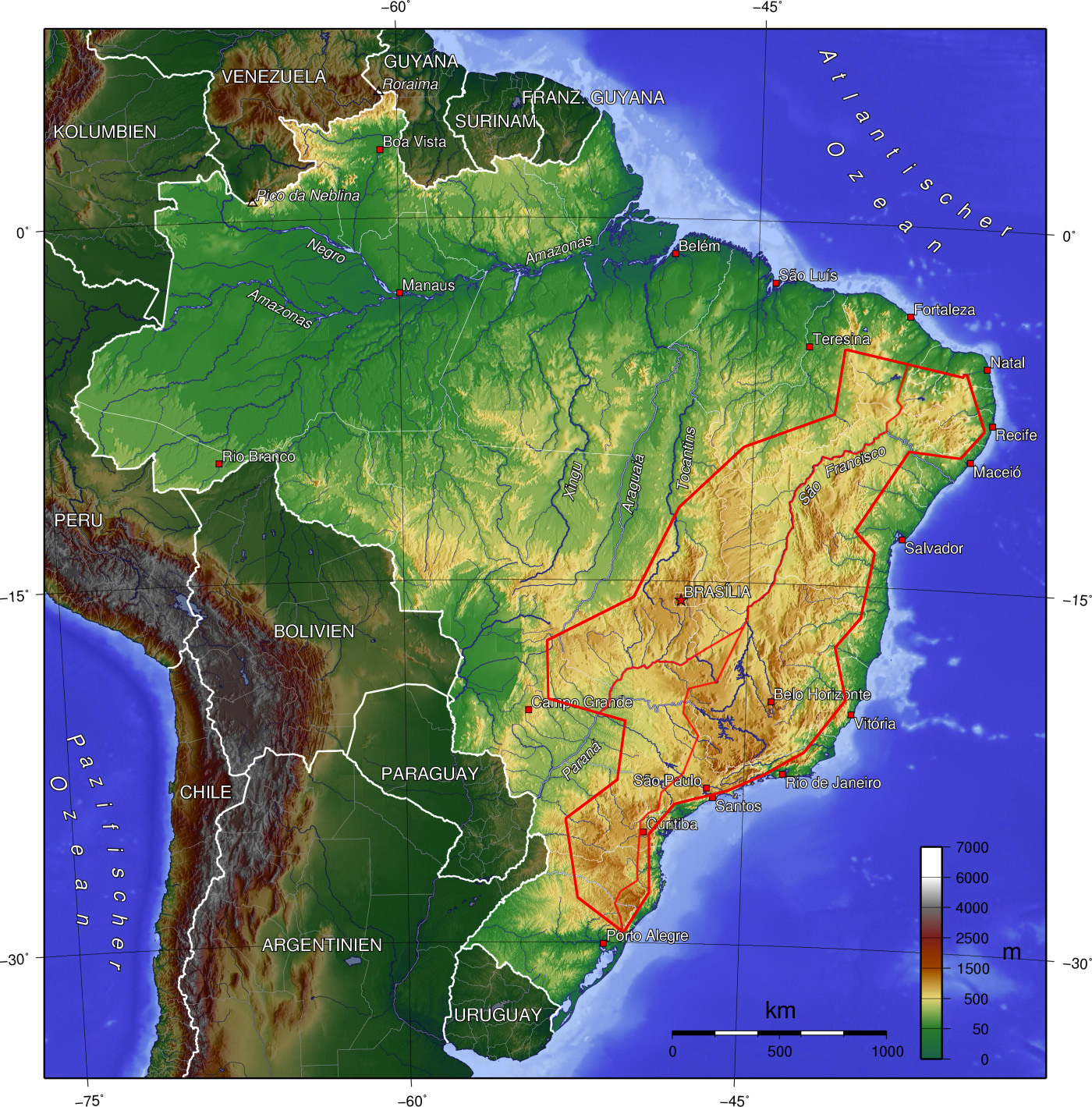
Grobe Abgrenzung des brasilianischen Berglandes vom umgebenden, flacheren Teil des Kontinents (rote Markierung).

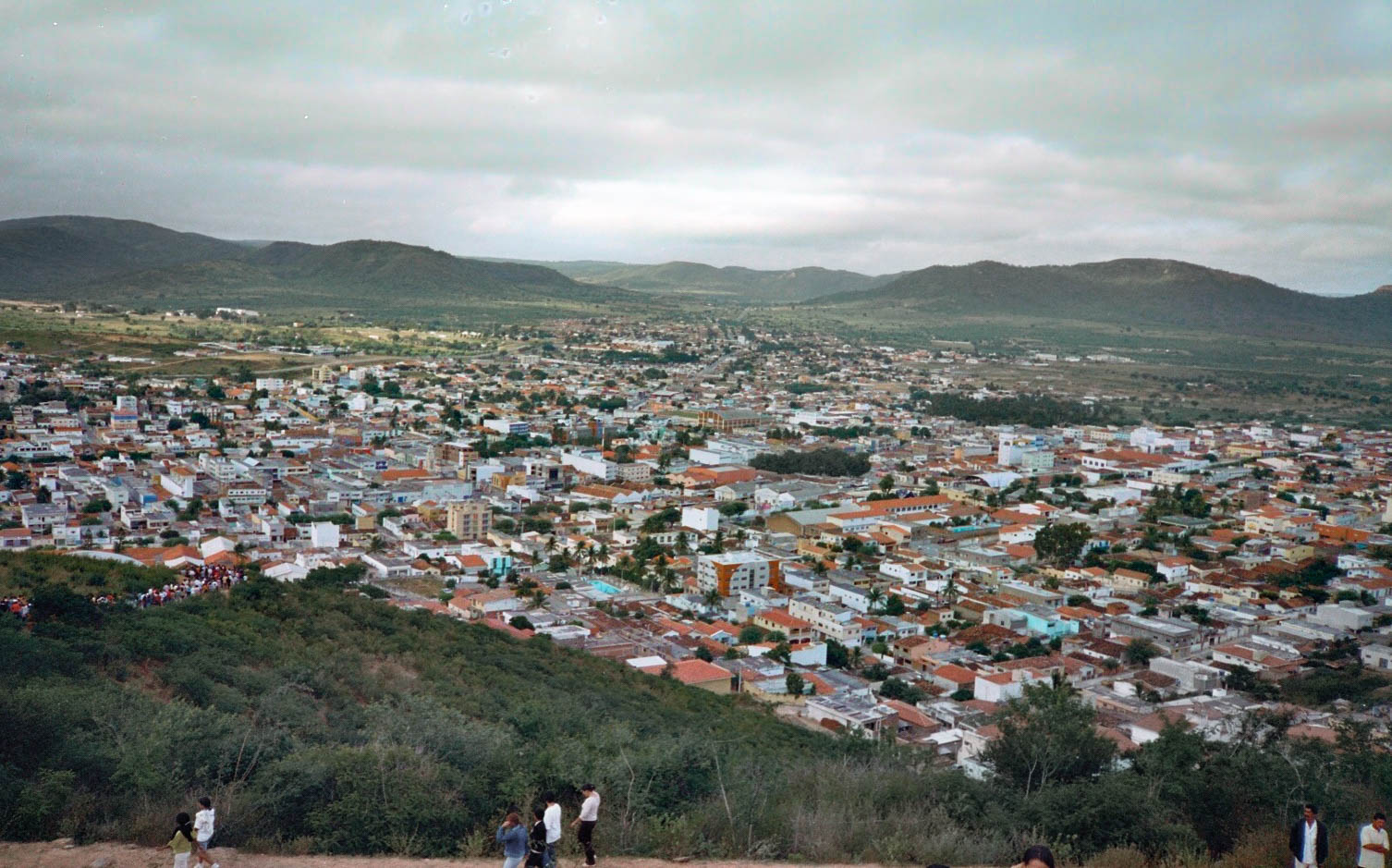
Die etwa hoch gelegene Verebnungsfläche des brasilianischen Berglandes mit darauf liegenden Gebirgszügen (Hintergrund). Im Vordergrund die Stadt Arcoverde im Bundesstaat Pernambuco.

Das Brasilianische Bergland, portugiesisch Planalto brasileiro, ist eine im Osten des südamerikanischen Kontinents gelegene Großlandschaft. Sie erstreckt sich etwa in Brasilien in Nord-Süd-Richtung küstenparallel und wird im Westen etwa am 50. Längengrad durch das Amazonastiefland, das Pantanal und die südlichen Pampas begrenzt. Von der Atlantikküste wird es zumeist durch einen bis etwa 300 km breiten, stetig ansteigenden Flachlandstreifen, an dem sich viele Metropolen ansiedelten (z. B. Recife, Salvador da Bahia), getrennt. Nur im südöstlichen Teil Brasiliens stößt das Bergland direkt bis an die Küste und führt z. B. in Rio de Janeiro zu den ausgeprägten bergigen Panoramen mit Meer (der Corcovado-Berg ist 710 m hoch und liegt nur etwa drei Kilometer landeinwärts).
Das brasilianische Bergland ist ein durch Erosion stark eingeschnittenes Hochland der Mantiqueira-Gebirgsbildung (von 790 bis 480 mya), das auf einer durchschnittlichen Meereshöhe zwischen 305 und 915 m liegt. Darauf befinden sich wiederum einzelne Gebirgszüge wie die Serra do Mar, die durchschnittliche Höhen um 1200 m über dem Meer erreichen. Die höchste Erhebung des brasilianischen Berglands findet sich im südöstlichen Teil Brasiliens mit dem Pico da Bandeira (2892 m Höhe) im Gebirge Serra de Caparaó im Grenzgebiet zwischen den Bundesstaaten Minas Gerais und Espírito Santo, der gleichzeitig die dritthöchste Erhebung Brasiliens darstellt. Nach Norden hin fällt die Höhe der Großlandschaft kontinuierlich ab. So liegt die durchschnittliche Meereshöhe der Hochfläche des nordöstlichen Bundesstaates Pernambuco bei ca. 600 m.
In Süd-Nord-Richtung durchfließt der Rio São Francisco fast das gesamte brasilianische Bergland. Er ist mit 2900 km Länge der viertlängste Fluss Südamerikas und der längste Fluss Brasiliens außerhalb des Amazonasbeckens. Durch seine Reliefenergie eignet sich das brasilianische Hochland jedoch im Gegensatz zum Amazonasbecken bedeutend besser zum Aufstauen von Flüssen zwecks Energieerzeugung. Der São Francisco wurde deshalb in seinem wasserreicheren Unterlauf an zwei Stellen zu großen Stauseen aufgestaut, um einen Teil der umliegenden Bundesstaaten und Großstädte (vor allem Recife und Salvador da Bahia) mit sauberer Energie zu versorgen.

## Gliederung
Gewöhnlich wird das brasilianische Bergland aufgrund von Landschaftsmerkmalen nochmals in drei Hauptregionen unterteilt, deren Grenzen allerdings nicht eindeutig festgelegt sind:

### Atlantisches Plateau
Das Atlantische Plateau erstreckt sich entlang der gesamten Atlantikküste Ostbrasilien. Im Inland reicht die Region etwa bis zum Rio São Francisco im Norden und bis zu den Westhängen des Küstengebirges im Süden. Früher war das Bergland zum Meer hin komplett mit den tropischen Küstenregenwäldern der Mata Atlântica bedeckt, die heute weitgehend vernichtet sind. Zudem erstrecken sich hier die meisten und höchsten Gebirgszüge des Berglandes, die in einigen Teilen Hochgebirgscharakter haben. Von Norden nach Süden sind dies unter anderem:
- Serra da Borborema
- Chapada Diamantina
- Serra do Espinhaço
- Serra do Caparaó
- Serra da Mantiqueira
- Serra do Mar

### Südliches Plateau
Das Hinterland zur Küste des brasilianischen Südostens und Südens bis zur Tiefebene des Río Paraná bildet die Südliche Hochebene. Sie besteht aus Sedimentgestein, das teilweise von Basaltlava bedeckt ist und den fruchtbaren Boden bildet, der als „Terra Roxa“ bekannt ist. Der Nordteil dieser Region war von tropisch/subtropischem Regenwald bedeckt, der Südteil wurde zu einem großen Teil von Araukarien-Hochlandwald eingenommen.

### Zentrales Plateau
Zentrales Plateau oder portugiesisch Planalto Central, werden die küstenfernen Hochebenen genannt, die aus sedimentären und kristallinen Formationen bestehen. Hier fanden sich ursprünglich die Savannenlandschaften des Cerrado, wovon heute nur noch ein kleiner Teil intakt ist.